# 迦克墩
迦克墩（希臘語：Χαλκηδών） 或卡尔西登（英語：Chalcedon，發音： /kælˈsiːdən/或/ˈkælsɪdɒn/）是一座位于小亚细亚比提尼亚的古代城市，几乎正对拜占庭。现今它是伊斯坦布尔卡德柯伊的一个街区。在卡德柯伊几乎没有留下任何古城的遗迹，而发掘的文物均保存于伊斯坦布尔考古博物馆。公元451年，迦克墩公会议在此召开。迦克墩的遗址坐落于马尔马拉海北岸的一个半岛上，靠近博斯普鲁斯海峡的海口。该城的希腊语名字来源于腓尼基语，意为“新城”，与迦太基相似。